# 銀藝特技製作公司
銀藝特技製作公司（英文：H.K Screen Art）是香港的電腦動畫公司，於上世紀八十年代中期，九十年代和二十年代初期為電影製作特效。

## 特效電影
- 開心鬼精靈（1986年）
- Penumpas Ajaran Sesat（1991年）
- 四大探長（1992年）
- 中華丈夫（2001年）（連同科幻電腦特視公司）
- 鬼馬狂想曲（2004年）

## 外部連結
- 香港影庫上《銀藝特技製作公司》的資料（繁體中文）